# James Stanhope, 1. hrabě Stanhope
James Stanhope, 1. hrabě Stanhope (James Stanhope, 1st Earl Stanhope, 1st Viscount Mahon, 1st Baron Stanhope) (1673, Paříž, Francie – 5. února 1721, Londýn, Anglie) byl britský generál, diplomat a státník. Pocházel ze starého šlechtického rodu, vynikl za války o španělské dědictví jako vojevůdce, dosáhl hodnosti generála, uplatnil se také v diplomacii. V letech 1717-1721 byl prvním ministrem Velké Británie. V roce 1718 získal titul hraběte.

## Diplomat a vojevůdce války o španělské dědictví
Pocházel ze šlechtického rodu Stanhope, z linie hrabat z Chesterfieldu, narodil se v Paříži jako syn Alexandra Stanhope (1638–1707), dlouholetého vyslance v Madridu a Haagu. Studoval v Oxfordu, poté cestoval po Evropě, ve Španělsku získal první diplomatické zkušenosti pod vedením svého otce, zároveň začal sloužit v armádě a v roce 1691 byl v Itálii pobočníkem maršála Schomberga, již v roce 1695 dosáhl hodnosti podplukovníka. V roce 1698 byl tajemníkem vyslanectví v Paříži a v letech 1700-1701 v Haagu (vyslancem zde byl tehdy jeho otec). Na počátku války o španělské dědictví bojoval pod generálem Peterboroughem a v roce 1704 byl povýšen na brigádního generála. V letech 1706–1707 a 1708–1710 byl vyslancem u španělského krále Karla III. V roce 1708 byl v hodnosti generálmajora vrchním velitelem ve Španělsku a dobyl Port Mahon na Menorce (od tohoto názvu byl později odvozen titul vikomta). V roce 1709 byl povýšen na generálporučíka a dosáhl několika dalších vítězství, nakonec byl ale poražen Francouzi a v roce 1712 opustil vojenské služby. Vrátil se do Anglie a připojil se k opozici whigů (členem Dolní sněmovny byl v letech 1702–1713 a 1715–1717).

## První ministr
V rámci mírových jednání byl mimořádným vyslancem ve Vídni (1714), zároveň se podílel na nastolení hannoverské dynastie a v letech 1714–1716 byl státním sekretářem vnitra, v této funkci měl především za úkol konsolidovat poměry po jakobitském povstání v roce 1715, od roku 1714 byl také členem Tajné rady. V letech 1716–1717 a 1718–1721 byl státním sekretářem zahraničí. V letech 1717–1718 byl jako kancléř pokladu ministrem financí, v letech 1717–1721 zároveň první lord pokladu a ministerský předseda. V roce 1717 získal titul vikomta Mahona a vstoupil do Sněmovny lordů. V roce 1718 byl pověřen diplomatickou misí do Paříže a Madridu, jejímž úkolem bylo uzavření Čtyřaliance mezi Británií, Francií, Rakouskem a Nizozemím. V roce 1718 získal titul hraběte Stanhope (titul vikomta Mahona byl pak určen vždy pro dědice hraběte). Poté byl ještě mimořádným vyslancem v Paříži a Berlíně (1720), v době nepřítomnosti krále Jiřího I. v Anglii byl také členem místodržitelského sboru (1719 a 1720).
Zemřel následkem mrtvice 5. února 1721. Jeho náhlá smrt souvisela s psychickým vypětím v návaznosti na krach Jihomořské společnosti. Stanhope sám se sice v této cause nijak neangažoval, ani neměl podíl na podvodných machinacích společnosti, ale jako první ministr cítil spoluzodpovědnost za aféru.

## Rodina a majetek

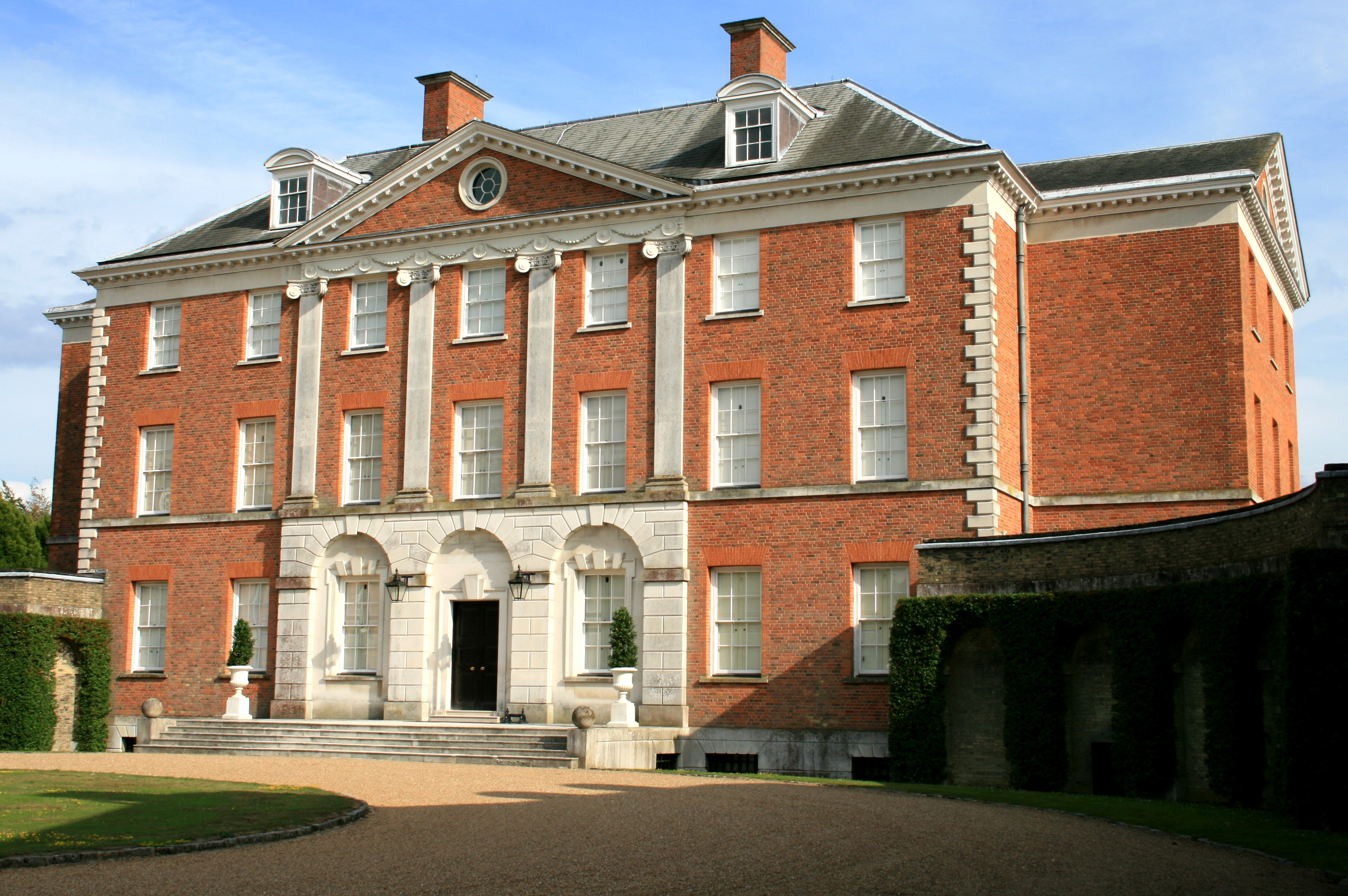
Zámek Chevening House (Kent), hlavní sídlo rodu od roku 1717

V roce 1712 se oženil s Lucy Pitt (1692–1722), dcerou madraského guvernéra Thomase Pitta, majitele diamantu Regent. Z jejich manželství pocházeli dva synové, starší Philip (1714–1786) byl dědicem rodových titulů.
V roce 1717 koupil za 28 000 liber panství Chevening House (Kent), které se stalo hlavním rodovým sídlem až do 20. století.
Krátce po jeho smrti se ve vysokých funkcích uplatnili jeho bratranci William Stanhope, 1. hrabě z Harringtonu a Philip Dormer Stanhope, 4. hrabě z Chesterfieldu, kteří se střídali na postu ministra zahraničí a místokrále v Irsku.